# Jay McClement
Jay McClement (* 2. März 1983 in Kingston, Ontario) ist ein kanadischer Eishockeyspieler, der zuletzt bis Sommer 2018 beim EHC Olten aus der Swiss League unter Vertrag stand und für diesen auf der Position des Centers gespielt hat. In der National Hockey League absolvierte er zwischen 2005 und 2017 über 900 Partien für die St. Louis Blues, Colorado Avalanche, Toronto Maple Leafs und Carolina Hurricanes. Mit der kanadischen Nationalmannschaft gewann er bei der Weltmeisterschaft 2007 die Goldmedaille.

## Karriere

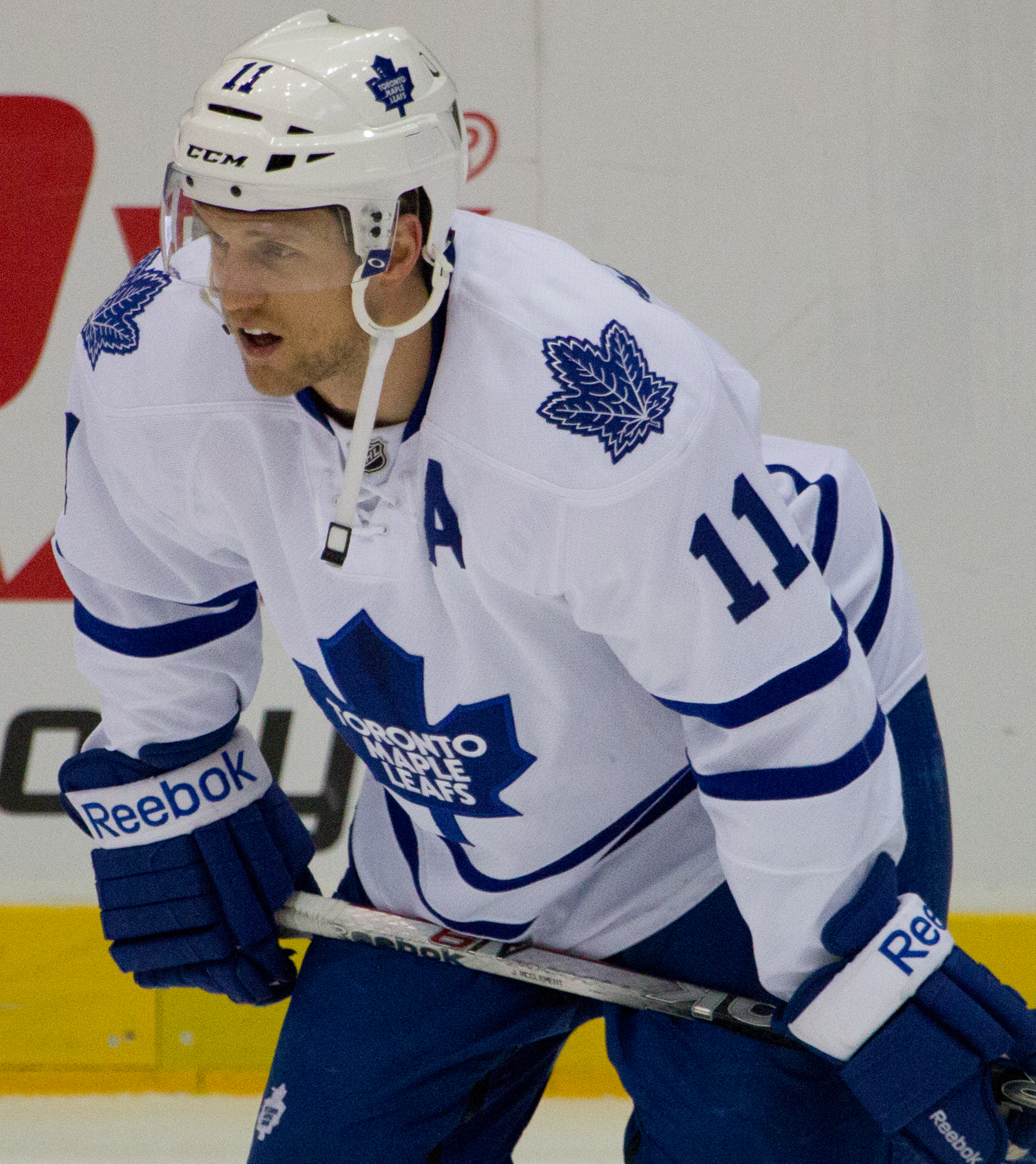
McClement im Trikot der Toronto Maple Leafs

Der 1,83 m große Center begann seine Karriere bei den Brampton Battalion in der kanadischen Juniorenliga Ontario Hockey League, bevor er beim NHL Entry Draft 2001 als 57. in der zweiten Runde von den Blues ausgewählt wurde.
Zunächst spielte der Kanadier für die Worcester IceCats, einem AHL-Farmteam der St. Louis Blues, sein erstes NHL-Spiel absolvierte McClement am 5. Oktober 2005 gegen die Detroit Red Wings, sein erstes Tor folgte am 11. Oktober 2005 gegen die Chicago Blackhawks. Der Linksschütze ist einer von bisher fünf NHL-Spielern, die ihr erstes Karrieretor durch einen Penalty erzielten. Im Jahr 2007, wurde er mit kanadischen Nationalmannschaft Weltmeister.
Nach insgesamt fast acht Jahren im Franchise der Blues wurde der Center am 19. Februar 2011 in einem Tauschgeschäft zusammen mit Erik Johnson und einem Erstrunden-Wahlrecht im NHL Entry Draft 2011 zur Colorado Avalanche transferiert, St. Louis erhielt im Gegenzug Verteidiger Kevin Shattenkirk, den Angreifer Chris Stewart sowie einen Zweitrunden-Wahlrecht im selben Draft. Nachdem sein Vertrag bei der Avalanche nach der Spielzeit 2011/12 ausgelaufen war, unterschrieb McClement am 1. Juli 2012 als Free Agent einen Zweijahresvertrag bei den Toronto Maple Leafs. Diesen erfüllte McClement und wechselte im Juli 2014 zu den Carolina Hurricanes, denen er bis zum Sommer 2017 treu blieb.
Im August erhielt der vertragslose Kanadier zunächst einen Probevertrag beim amtierenden Stanley-Cup-Sieger Pittsburgh Penguins, die ihn in der Folge jedoch nicht fest verpflichteten. Von Ende Oktober 2017 bis zum Sommer 2018 stand er in der Schweiz beim EHC Olten (Swiss League) unter Vertrag.

## Erfolge und Auszeichnungen
- 2001 Teilnahme am CHL Top Prospects Game
- 2017 Spengler-Cup-Gewinn mit dem Team Canada

### International
- 2000 Silbermedaille bei der World U-17 Hockey Challenge
- 2002 Silbermedaille bei der U20-Junioren-Weltmeisterschaft
- 2003 Silbermedaille bei der U20-Junioren-Weltmeisterschaft
- 2007 Goldmedaille bei der Weltmeisterschaft

## Karrierestatistik
Stand: Ende der Saison 2016/17

### International
Vertrat Kanada bei:
- World U-17 Hockey Challenge 2000
- U20-Junioren-Weltmeisterschaft 2002
- U20-Junioren-Weltmeisterschaft 2003
- Weltmeisterschaft 2007

(Legende zur Spielerstatistik: Sp oder GP = absolvierte Spiele; T oder G = erzielte Tore; V oder A = erzielte Assists; Pkt oder Pts = erzielte Scorerpunkte; SM oder PIM = erhaltene Strafminuten; +/− = Plus/Minus-Bilanz; PP = erzielte Überzahltore; SH = erzielte Unterzahltore; GW = erzielte Siegtore; 1 Play-downs/Relegation; Kursiv: Statistik nicht vollständig)